# 书画频道
中央数字电视书画频道，简称书画频道，由中央数字电视平台播出。经国家广播电影电视总局广发社字[2005]215号文件批准开办，由中华人民共和国文化部、中华文化促进会和中广亚广播信息网络有限公司共同开办，是国内唯一一家专门从事书画艺术的专业电视频道。书画频道于2006年7月18日开播，由中星6B卫星中央数字电视平台覆盖全国，每天24小时不间断播出。目前，该频道已在国内380多个城市开通。